# Rick Snyder
Richard D. "Rick" Snyder, född 19 augusti 1958 i Battle Creek i Michigan, är en amerikansk advokat, affärsman och republikansk politiker. Han var guvernör i Michigan från 2011 till 2019.
Snyder avlade kandidatexamen, master- och juristexamen vid University of Michigan. Han arbetade som advokat för Coopers & Lybrand. Sedan anställdes han av IT-företaget Gateway, Inc., där han 1996 avancerade till huvudchef för det operativa arbetet. Efter sin tid på Gateway var han verksam som riskkapitalist i Ann Arbor.
I guvernörsvalet 2010 vann Snyder överlägset mot demokraten Virg Bernero.
I november 2015 uttryckte Snyder sitt motstånd att tillåta syriska flyktingar in till delstaten Michigan.
I april 2018 var Snyders godkännande betyg under 40 procent.